# Yoon So-yi
Yoon So-yi (윤소이?, 尹素怡?, Yun So-iLR), pseudonimo di Moon So-yi (문소이?, Mun So-iLR; Seul, 5 gennaio 1985), è un'attrice sudcoreana.
Ha esordito nel mondo dell'intrattenimento nel 2001 come modella per Graffiti Magazine, passando alla recitazione nel 2004 con la commedia d'azione Arahan - Potere assoluto di Ryoo Seung-wan, per cui ha ricevuto una candidatura come miglior attrice esordiente ai Blue Dragon Film Award.

## Filmografia

### Cinema
- Arahan - Potere assoluto (아라한 장풍 대작전?), regia di Ryoo Seung-wan (2001)
- Yeokjeon-ui myeongsu (역전의 명수?), regia di Park Heung-sik (2005)
- Il potere della spada - Shadowless Sword (무영검?), regia di Kim Young-jun (2005)
- Uri mannan jeok inna-yo (우리 만난 적 있나요?), regia di Im Jin-pyung (2010)
- Eotteonsar-in (어떤살인?), regia di Ahn Yong-hoon (2015)
- Dor-a-wa-yo busanhang-ae (돌아와요 부산항애?), regia di Park Hee-joon (2018)

### Televisione
- Saranghanda malhaejwo (사랑한다 말해줘?) – serie TV (2004)
- Goodbye Solo (굿바이 솔로?) – serie TV (2006)
- Urireul haenbgokhage haneun myeot gaji jilmun (우리를 행복하게 하는 몇 가지 질문?) – miniserie TV (2007)
- Auction House (옥션하우스?) – serie TV (2007)
- Hero (히어로?) – serie TV (2009-2010)
- Musa Baek Dong-soo (무사 백동수?) – serie TV (2011)
- Color of Woman (컬러 오브 우먼?) – serie TV (2011)
- Iris II: New Generation (아이리스 2?) – serie TV (2013)
- Cheonsang-yeoja (천상여자?) – serie TV (2014)
- Siksyareul hapsida (식샤를 합시다 2?) – serie TV, episodio 2x18 (2015)
- Sinbun-eun sumgyeora (신분을 숨겨라?) – serie TV (2015)
- Geurae, geureon-geo-ya (그래, 그런거야?) – serie TV (2016)
- Pum-wi-inneun geunyeo (품위있는 그녀?) – serie TV (2017)
- Gyeoryongseonnyeojeon (계룡선녀전?) – serie TV (2018)
- Hwanghu-ui pumgyeok (황후의 품격?) – serie TV (2018-2019)
- Keopi-ya butakhae (커피야 부탁해?) – serie TV (2018)
- Tae-yang-ui gyejeol (태양의 계절?) – serie TV (2019)
- Doctor tamjeong (닥터 탐정?) – serie TV (2019) – cameo
- Boksuhaera (복수해라?) – serie TV (2020-2021)
- Manyeoneun sar-a-itda (마녀는 살아있다?) – serie TV (2022)